# Paula Salomon-Lindberg
Paula Salomon-Lindberg, de soltera Levi (Frankenthal (Renània-Palatinat), 21 de desembre, 1897 - Amsterdam (Països Baixos), 17 d'abril, 2000), va ser una cantant clàssica (contralt) coneguda internacionalment abans de la Segona Guerra Mundial. Es va especialitzar en la cançó d'art, l'oratori i la cantata, però també es va dedicar esporàdicament a l'òpera.

## Pares
Paula Salomon-Lindberg es deia originalment Paula Levi. El seu pare era el professor religiós jueu i xasan Lazarus Levi, que tenia una reputació especial com a cantant, molt més enllà de la ciutat de Frankenthal. Lazarus Levi néixer el 16 de juliol de 1862 a Eckardroth i va arribar a Frankenthal, que aleshores formava part de Baviera, el 1896. El 9 de març de 1897 Lazarus es va casar amb Sophia Mayer a Frankenthal, que havia nascut el 29 de desembre de 1872 a Frankenthal. El matrimoni va donar lloc a una filla, Paula, com a filla única. Lazarus Levi va morir el 17 de novembre de 1919, la seva dona el 26 de novembre de 1930, tots dos a Frankenthal. La tomba del nou cementiri jueu de Frankenthal encara es conserva avui dia.

## Biografia
Paula Salomon-Lindberg va rebre la seva educació principalment a Mannheim i Berlín sota Julius von Raatz-Brockmann. Va aprendre contrapunt d'Ernst Toch. Es va donar a conèixer a la dècada de 1920 i va aparèixer principalment en obres barroques com la Passió segons sant Mateu de Bach, El Messies de Händel, però també en obres més modernes com la Das Lied von der Erde de Gustav Mahler. El 1929 va actuar al "Grand Théâtre" de Genève de Ginebra. Entre 1930 i 1933 va cantar les parts d'alt en interpretacions de les cantates de Bach a l'església de Sant Tomàs de Leipzig. El 4 de setembre de 1930 es va casar amb el cirurgià Albert Salomon a Frankenthal, convertint-se en la madrastra de la pintora Charlotte Salomon i des d'aleshores actuant amb el nom de Paula Lindberg-Salomon en comptes de Paula Lindberg. Va ser amiga de nombroses personalitats com Siegfried Ochs, Kurt Singer, Erich Mendelsohn, Alfred Einstein, Paul i Rudolf Hindemith i Albert Schweitzer, i la seva casa es va convertir en un lloc de trobada freqüent per a vetllades musicals i socials. Les sales estaven equipades amb una petita col·lecció d'art creada entre 1928 i 1935, que inclou: amb obres de Theodoor van Loon, Gustav Schönleber i Ambrosius Bosschaert.
Després de ser prohibida per actuar el 1933, va cantar fins al 1937 per a l'Associació Cultural Jueva de Berlín, que va ajudar a establir, sota la direcció de Kurt Singer. Entre d'altres, va actuar aquí amb la pianista Grete Sultan. A partir de 1935 va prendre classes del professor de cant Alfred Wolfsohn. Mitjançant una acció decidida i molts tràmits administratius, va poder aconseguir l'alliberament del seu marit, que havia estat empresonat el 1938 com a conseqüència de la Kristallnacht, del. A l'organització d'ajuda als artistes, també va donar suport a altres persones en risc i va poder permetre que moltes d'elles emigressin. El 1939, ella i el seu marit van fugir a Amsterdam, on tots dos van ser internats al Camp de concentració de Westerbork el 1943, però més tard van poder escapar i sobreviure a l'ocupació amagats fins al 1944.

Després de la guerra, Paula Lindberg-Salomon va viure als Països Baixos, es va poder integrar fàcilment a la vida concertística holandesa i va treballar com a professora de cant al Liceu de Música d'Amsterdam i als cursos d'estiu del Mozarteum de Salzburg. El 1947, ella i el seu marit van viatjar al sud de França, on els van donar les pintures de Charlotte, que van donar al Museu Jueu d'Amsterdam el 1971. Va visitar Alemanya el 1986 amb motiu d'una exposició de les obres de la seva fillastra. El 1989, va fundar un concurs internacional de cançons que portava el seu nom, que des de llavors ha tingut lloc cada dos anys per la Universitat de les Arts de Berlín, i al qual va donar suport activament fins a la seva mort. Paula Salomon-Lindberg va rebutjar la classificació o avaluació de les persones segons l'afiliació religiosa o nacional amb les següents paraules:
| « | "Avui ja no et pregunto: ets alemany, ets jueu o cristià? Avui veig l'ésser humà en tothom". | » |

Paula Salomon-Lindberg va deixar discos per a Parlophon i Derby (Berlín 1928–31), inclosos enregistraments per a la litúrgia de la Comunitat Reforma Jueva de Berlín. L'any 1935 es van crear quatre títols més per a Lukraphon, que només es van distribuir dins de l'Associació Cultural Jueva.

## Honors
El 21 d'abril de 2012, es va posar una placa per a Paula Salomon-Lindberg davant de la seva antiga casa a Wielandstraße 15 a Berlín-Charlottenburg.

## Literatura
- Christine Fischer-Defoy, Paula Salomon-Lindberg - La meva vida C'est la vie. Conversa sobre una llarga vida en temps convulsos. Arsenal, Berlín 1992, ISBN 3921810973.
- Axel Weggen: L'amargor li era aliena. Obituari a la construcció, núm. 12, 15 de juny de 2000.
- Horst J. P. Bergmeier, Ejal Jakob Eisler i Rainer E. Lotz: Acabat. Més enllà del record. Documentació de la vida musical jueva a Berlín 1933–1938. A Record of Jewish Musical Life in Nazi Berlin 1933–1938., pp. 380–86, Hambergen: Bear Family Records, 2001, 2001BCD 16030 LM, ISBN 3-89795-825-2.
- Karl-Josef Kutsch, Leo Riemens: lèxic dels grans cantants. 4a edició Munic 2003. Volum 4: "Kainz–Menkes". ISBN 3-598-11598-9, pàg. 2729f.
- Fred K. Prieberg: Manual de músics alemanys 1933–1945. CD-ROM-Lexikon, Kiel 2009, 2a edició, pàgs. 4568–4570. en línia
- Moritz von Bredow: pianista rebel. La vida de Grete Sultan entre Berlín i Nova York. Schott Music, Mainz 2012 ISBN 978-3-7957-0800-9[19]